# Kikut (Równina Białogardzka)
Kikut – wzniesienie na Równinie Białogardzkiej o wysokości 60,2 m n.p.m., położone w woj. zachodniopomorskim, w powiecie koszalińskim, w gminie Biesiekierz.
Ok. 0,8 km na południowy zachód od wzniesienia znajduje się Parnowskie Jezioro. Pomiędzy jeziorem a Kikutem leży wieś Cieszyn.
Nazwę Kikut wprowadzono urzędowo rozporządzeniem w 1949 roku, zastępując poprzednią niemiecką nazwę Kiekut.